# باشگاه فوتبال دیهیم تهران

دیهیم در ۱۳۵۱، زمانی که نام این تیم به پله تغییر یافته بود

باشگاه فوتبال دیهیم یا باشگاه فوتبال پله یک باشگاه فوتبال ایرانی بود که در ۱۳۳۳ در شهر تهران تأسیس شد. دیهیم یکی از تیم‌های زیرمجموعه خانواده تیم‌های تاج بود. پیراهن دیهیم سفید و شورت و جوراب این تیم مشکی بود و در ورزشگاه دیهیم که هم اکنون آندرانیک تیموریان آکادمی خود را در آن راه اندازی کرده  در شرق تهران بازی می‌کرد.باشگاه فوتبال دیهیم در جهت استعداد یابی و پرورش استعدادهای درخشان فوتبال کشور در کنار باشگاه هایی چون مشعل تاج، افسر، تورج، کوروش و اتم تشکیل شد تا به تقویت تیم اصلی تاج (استقلال) بپردازد،این باشگاه استعدادهای گرانبهایی به فوتبال کشور و حتی تیم های رقیب خود معرفی کرد، افرادی همچون حسین کلانی که فوتبال خود را در مشعل تاج و سپس دیهیم ادامه داد و به باشگاه شاهین پیوست.

## پیشینه

### دهه ۱۳۳۰
دیهیم در ۱۳۳۳ تأسیس شد و تا ۱۳۳۶ در دسته دوم باشگاه‌های تهران بازی کرد و در این فصل دیهیم توانست به دسته اول راه یابد. دیهیم چند فصل در دسته اول فوتبال تهران بازی کرد و دوران اوج این تیم در فصل ۴۰–۱۳۳۹ بود که توانست به مقام سوم مسابقات قهرمانی تهران دست یابد.

### دهه ۱۳۴۰
عنوان سومی چندان برای دیهیم خوش‌یمن نبود چرا که تیم تاج برای فصل بعد تعدادی از بهترین بازیکن‌های دیهیم را همچون بهمن نوروزی، کرم نیرلو، پرویز ابوطالب و بیوک وطن‌خواه  به خدمت خود گرفت. این جابجایی‌ها سبب افت دیهیم شد و این تیم در فصل ۱۳۴۱ در جدول ۱۲ تیمی آخر شد و به دسته دوم سقوط کرد. دیهیم در سال ۱۳۴۲ و با مربی‌گری رسول مددنوعی پا به مسابقات دسته دوم تهران گذاشت اما مددنوعی نیز موفق نبود و فصل بعد محمود بیاتی به عنوان مربی تیم برگزیده شد اما خود او نیز به سرعت جایش را به مجتبی کردنوری داد. فصل ۱۳۴۴ با مربیگری پرویز ابوطالب آغاز شد اما تغییرات پیاپی مربیان و بازیکنان باعث شده بودند تا تیم دیهیم هیچ‌گاه بازی‌های مناسبی را انجام ندهد و با وجود آن‌که در فصل ۴۵–۱۳۴۴ در دسته اول مسابقات تهران حاضر شده بود اما فصل را بدون پیروزی پشت سر گذاشت و در نهایت باز هم رتبه دوازدهم جدول ۱۲ تیمی را از آن خود کرد. حضور دیهیم در دسته دوم و یا رده‌های آخر دسته اول ادامه داشت.

### دهه ۱۳۵۰
در سال ۱۳۵۱ به مناسبت سفر پله، ستاره فوتبال برزیل به تهران که به دعوت سازمان ورزشی و فرهنگی تاج انجام گرفت به افتخار پله نام این تیم از دیهیم به پله    تغییر یافت. نام ورزشگاه خانگی دیهیم که در شرق تهران بود نیز از دیهیم به پله عوض شد

## مربیان
- رسول مددنوعی
- محمود بیاتی
- مجتبی کردنوری
- پرویز ابوطالب